# 西萩原
西萩原（にしはぎわら）は、愛知県一宮市の地名である。市南西部の日光川右岸に位置する。

## 歴史
天正14年(1586年)の大洪水による流路変更まで木曽川の本流であった日光川には、対岸の天神社(一宮市萩原町萩原字松山)との間に「天神の渡し」が存在した。古くから美濃路沿いに集落が発展した様子を、天保村絵図などに見ることができる。尾張平野の肥沃な田園地帯の一端に位置し、『寛永覚書』には「元高、四百七拾四石六斗四升四合」とあり、江戸時代初期から大規模な水田耕作と畑作が行われていたことがわかる。

## 沿革
- 1889年（明治22年）10月1日 - 市町村制発足に伴い、大徳村の一部となる。
- 1906年（明治39年）5月10日 - 大徳村の分割により、朝日村の一部となる。
- 1955年（昭和30年）1月1日 - 朝日村が起町と合併して発足した尾西市の一部となる。
- 2005年（平成17年）4月1日 - 尾西市が一宮市に編入され、一宮市の一部となる。

## 世帯数と人口
2019年（平成31年）4月30日現在の世帯数と人口は以下の通りである。
| 大字   | 世帯数  | 人口    |
| ------ | ------- | ------- |
| 西萩原 | 558世帯 | 1,334人 |

### 人口の変遷
国勢調査による人口の推移
| 2005年（平成17年） | 1,220人 | [ 5 ] |  |
| 2010年（平成22年） | 1,191人 | [ 6 ] |  |
| 2015年（平成27年） | 1,158人 | [ 7 ] |  |

## 小・中学校の学区
市立小・中学校に通う場合、学区は以下の通りとなる。
| 大字                                  | 小学校               | 中学校                 |
| ------------------------------------- | -------------------- | ---------------------- |
| 西萩原字祐久東 西萩原字若宮北（一部） | 一宮市立朝日東小学校 | 一宮市立尾西第二中学校 |
| その他                                | 一宮市立大徳小学校   | 一宮市立尾西第二中学校 |

## その他

### 日本郵便
- 郵便番号 : 494-0011[3]（集配局：尾西郵便局[9]）。